# 미도리미촌
미도리미촌(緑海村)은 지바현 산부군에 일찍이 존재했던 촌이다. 현재의 산무시 남부에 해당한다.

## 역사
- 1889년 4월 1일 - 정촌제 시행에 의해 무사군 미도리미촌이 성립하였다.
- 1897년 4월 1일 - 야마베군, 무사군이 합병해 산부군이 되었다.
- 1955년 7월 1일 - 나루토정과 합병해, 새로운 나루토정이 신설되어, 동일 미도리미촌은 폐지되었다.